# Vinterstormen Nemo

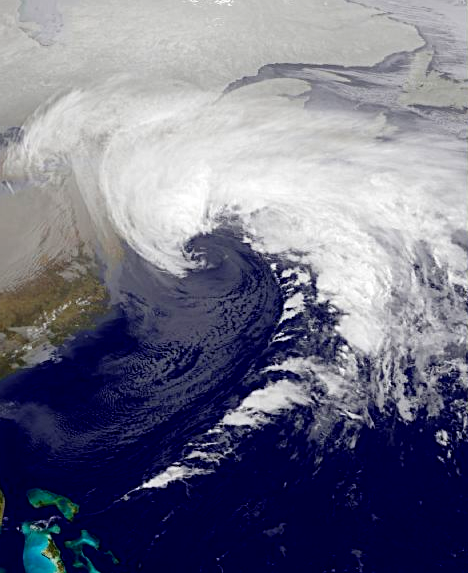
Satellitbild från 8 februari 2013.

Vinterstormen Nemo  eller snöstormen 2013 var en stark snöstorm som utvecklades genom ett lågtryck, som framför allt drabbade nordöstra USA samt delar av Kanada, vilket ledde till snöstorm och vindar med orkanstyrka. Stormen tog sig senare över Atlanten och drabbade Storbritannien och Irland. Stormen uppmättes till kategori 3 på NESIS-skalan, och därmed räknades den som en "större" vinterstorm.